# Зінченко Прокіп Климентійович
Прокіп Климентійович Зінченко (? — ?) — український радянський діяч, директор Радіо-телеграфного агентства України (РАТАУ), секретар Миколаївського обласного комітету КПУ.

## Біографія
Освіта вища. Член ВКП(б).
З грудня 1939 року — редактор газети «Тваринництво України».
З лютого по листопад 1943 року — виконувач обов'язки відповідального керівника, в листопаді 1943 — квітні 1945 року — відповідальний керівник (директор) Центрального управління Радіо-телеграфного агентства України (РАТАУ) при РНК УРСР.
З квітня 1945 по лютий 1946 року — відповідальний редактор республіканської газети «Радянський селянин».
У лютому — грудні 1946 року — відповідальний редактор республіканської газети «Тваринництво України».
З грудня 1946 року — на навчанні.
До вересня 1952 року — завідувач відділу партійних, профспілкових і комсомольських органів Миколаївського обласного комітету КП(б)У.
У вересні — грудні 1952 року — секретар Миколаївського обласного комітету КПУ. Знятий з посади після перевірки анонімного листа до ЦК КПРС про те, що «його дружина Густав А.М. під час німецької окупації працювала прибиральницею в приймальні німецького генерала жандармерії  в Києві».
Подальша доля невідома.

## Нагороди
- орден «Знак Пошани» (2.05.1945)
- медалі